# ニーラ・バノット
ニーラ・バノット（Neerja Bhanot、1963年9月7日 - 1986年9月5日）はインド・チャンディーガル出身の客室乗務員。1986年9月5日に起こったパンアメリカン航空73便ハイジャック事件のときに機内にいた379名の命を救った英雄として称えられている。

## 来歴

### 生い立ち
1963年9月7日にインド・チャンディーガルで父ハリッシュ・バノットと母ラマ・バノットの間に生まれる。子供の頃から頑張り屋さんで顔もスタイルもよかったニーラはCMや雑誌のモデルとして活躍していた。

### 夢だったキャビンアテンダントに
1986年、サクレッド・ハート・シニア・セカンダリー・スクール卒業後、パンナム航空に入社し、夢だった客室乗務員になった。
キャビンアテンダントとしての彼女の働きはとても優秀で、入社して2か月でチーフCAに抜擢され、責任感のある大人へとなっていった。しかし3か月後、生死を分ける大きなトラブルが襲ってきた。

## パンアメリカン航空73便ハイジャック事件
1986年9月5日早朝、パキスタンのジンナー国際空港でパンアメリカン航空73便ハイジャック事件が発生。乗客360名、乗務員19名を乗せたニューヨーク行きの機体がアラブ系統の武装をしたグループにハイジャックされたのだ。このとき、ニーラは73便の責任者の一人であり、乗客を守る義務があった。そこで、ニーラは3つの作戦を企てる。
1. 操縦士（パイロット）、副操縦士を窓から逃がし、飛行機を運転不可の状態にする - その結果、ハイジャック犯らはアメリカ人を人質にとり、目的である仲間の釈放の交渉をするため、ニーラに乗客のパスポートを集めるよう命令した。そこでニーラは2つ目の作戦を考える。
2. 乗客のパスポートを集める際、アメリカ人のパスポートだけは座席の下や雑誌の中に隠し、犠牲者を出さないようにする - 作戦は見事成功したが、突如リーダーが「この飛行機を使ってニューヨークにテロを起こす」と本当の目的を言い放ち、絶体絶命の危機に陥る。そこでついに脱出へ向けての作戦を考える。
3. 食事を渡すときに先頭の座席の乗客にだけ脱出経路と脱出方法のメモを渡し、その二つを後ろの乗客に回してもらい、タイミングを見図って脱出させる - そのタイミングは予備電源も切れ、機内が真っ暗になったときである。

そして同日21時55分、予備電源も切れ、四つの非常口すべてを開け、乗客に脱出の誘導を開始した。そこではハイジャック犯らが次々に撃っていくときに流れる銃声と乗客たちの悲鳴が響き渡っていた。そして乗客が全員逃げ切ったあと、乗務員たちの脱出も始まった。次々と脱出していくなか、ニーラは逃げ遅れた子供たち3人を見つけた。ニーラは子供たち3人を連れて逃げていくなか、ハイジャック犯に見つかってしまう。ニーラは急いで子供たちを逃がし、自ら盾となった。そしてニーラは撃たれた。銃弾は彼女の体を貫通、そのまま命を奪った。享年22。
その後、地元警察と軍隊が到着し、ハイジャック犯らは1人が射殺され、3人が逮捕された。

## その後
ニーラは亡くなった後、その勇気ある行動によって世界各国から賞賛を受けた。そして1987年、ニーラはAshoka Chakraを受賞し、英雄として称えられている。
また、2016年にインドでも映画となり、アメリカでも上映された。
- 『NEERJA』（主演:ソーナム・カプール, 監督:ラーム・マードバーニー）